# Tom Meschery
Thomas Nicholas «Tom» Meschery (nacido como Tomislav Nikolayevich Mescheryakov; Harbin, Manchukuo, 26 de octubre de 1938) es un exjugador de baloncesto estadounidense, de ascendencia rusa, que jugó durante diez temporadas en la NBA. Con 1,98 metros de altura, jugaba de alero. Fue el primer ruso en competir en la liga profesional norteamericana, y el primer jugador nacido fuera de Norteamérica en jugar el partido de las estrellas de la NBA en 1963.
Nacido en China, sus padres fueron emigrantes rusos que huyeron de la Revolución rusa de 1917. Posteriormente fueron recolocados en un campo de internamiento japonés cercano a la ciudad de Tokio, durante la Segunda Guerra Mundial. Al acabar ésta, sus padres emigraron a Estados Unidos, estableciéndose en San Francisco (California). Tras su etapa deportiva, y habiéndose graduado en arte, fue profesor de instituto y un destacado poeta.

## Trayectoria deportiva

### Universidad
Meschery jugó con los Gaels del Saint Mary's College, donde en 1960 fue elegido en el tercer equipo All-American.

### Profesional
Fue elegido en el séptimo puesto del Draft de la NBA de 1961 por los Philadelphia Warriors donde coincidió con Wilt Chamberlain (a quien años más tarde dedicaría uno de sus poemas). Este dejó a los Warriors años después de trasladarse el equipo a San Francisco, en 1965, para volver a su Filadelfia natal y jugar con los Sixers. Sin embargo los Warriors, con Meschery como uno de sus puntales, y con la llegada de Rick Barry, se plantaron en las finales de la NBA, perdiendo precisamente con los Sixers. Tras la final firmó un contrato con Seattle Supersonics, donde pasó cuatro temporadas, para retirarse en 1971. En sus 10 años como profesional promedió 12,7 puntos y 8,6 rebotes por partido.
Nada más retirarse se hizo con las riendas como entrenador de los Carolina Cougars, equipo de la ABA, donde permaneció una temporada, con un balance de 35 victorias y 49 derrotas.

## Logros personales
- All Star en 1963.
- Su camiseta con el número 14 fue retirada por los Warriors como homenaje.

## Estadísticas de su carrera en la NBA

### Temporada regular
| Año      | Equipo        | PJ  | MPP  | TC%  | TL%  | RPP  | APP | PPP  |
| -------- | ------------- | --- | ---- | ---- | ---- | ---- | --- | ---- |
| 1961–62  | Philadelphia  | 80  | 31.6 | .404 | .824 | 9.1  | 1.8 | 12.1 |
| 1962–63  | San Francisco | 64  | 35.1 | .425 | .728 | 9.8  | 1.6 | 16.0 |
| 1963–64  | San Francisco | 80  | 30.3 | .458 | .702 | 7.7  | 1.9 | 13.5 |
| 1964–65  | San Francisco | 79  | 30.5 | .394 | .751 | 8.3  | 1.3 | 12.7 |
| 1965–66  | San Francisco | 80  | 29.8 | .448 | .765 | 9.0  | 1.0 | 12.8 |
| 1966–67  | San Francisco | 72  | 25.6 | .415 | .717 | 7.6  | 1.3 | 10.6 |
| 1967–68  | Seattle       | 82  | 34.8 | .469 | .707 | 10.2 | 2.4 | 14.5 |
| 1968–69  | Seattle       | 82  | 32.6 | .453 | .736 | 10.0 | 2.4 | 14.0 |
| 1969–70  | Seattle       | 80  | 28.7 | .482 | .790 | 8.3  | 2.0 | 12.3 |
| 1970–71  | Seattle       | 79  | 23.1 | .463 | .750 | 6.1  | 1.4 | 9.3  |
| Total    | Total         | 778 | 30.2 | .441 | .745 | 8.6  | 1.7 | 12.7 |
| All-Star | All-Star      | 1   | 8.0  | .333 | .500 | 1.0  | 1.0 | 3.0  |

### Playoffs
| Año   | Equipo        | PJ | MPP  | TC%  | TL%  | RPP  | APP | PPP  |
| ----- | ------------- | -- | ---- | ---- | ---- | ---- | --- | ---- |
| 1962  | Philadelphia  | 12 | 42.3 | .397 | .863 | 11.5 | 2.7 | 20.1 |
| 1964  | San Francisco | 12 | 33.8 | .442 | .778 | 7.3  | 1.8 | 16.8 |
| 1967  | San Francisco | 15 | 27.2 | .451 | .761 | 7.9  | 1.7 | 12.9 |
| Total | Total         | 39 | 33.9 | .428 | .809 | 8.8  | 2.0 | 16.3 |